# برموتیمول آبی
برموتیمول آبی (به انگلیسی: Bromothymol blue) یک ترکیب شیمیایی با شناسه پاب‌کم ۶۴۵۰ است. که در ارتباط با مواد اسیدی زرد رنگ میشود.در ارتباط با مواد بازی یا قلیایی به رنگ ابی در می اید و در حالت خنثی سبز رنگ است 